# Superpuchar Rumunii w piłce siatkowej mężczyzn (2019)
Superpuchar Rumunii w piłce siatkowej mężczyzn 2019 – druga edycja rozgrywek o Superpuchar Rumunii rozegrana 23 października 2019 roku w Sala Polivalentă w Alexandrii. W meczu o Superpuchar udział wzięły dwa kluby: mistrz Rumunii w sezonie 2018/2019 - CSM Arcada Galați oraz zdobywca Pucharu Rumunii 2019 - Dinamo Bukareszt.
Po raz drugi Superpuchar Rumunii zdobył CSM Arcada Galați.

## Drużyny uczestniczące
| Drużyna           | Osiągnięcia w sezonie 2018/19 |
| ----------------- | ----------------------------- |
| CSM Arcada Galați | mistrzostwo Rumunii           |
| Dinamo Bukareszt  | zdobycie Pucharu Rumunii      |

## Mecz
Środa, 23 października 2019 – 17:00 (UTC+2) • Sala Polivalentă, Alexandria
Widzów: 300
Czas trwania meczu: 131 minut
Sędziowie: Darius Meșca i Alexandru Prodana
| CSM Arcada Galați      | 3:2                                        | Dinamo Bukareszt   |
| Julian Bissette 22 pkt | (25:17, 19:25, 26:24, 24:26, 16:14) raport | Milan Pepić 19 pkt |

| Poz.                 | Nr | Zawodnik          | 1        | 2           | 3           | 4          | 5          | Pkt |
| -------------------- | -- | ----------------- | -------- | ----------- | ----------- | ---------- | ---------- | --- |
| R                    | 1  | Guillermo Hernán  | 9 sześć  | 4 jeden     | 6 trzy      | 4 jeden    | 9 sześć    |     |
| P                    | 3  | Marian Bala       | 7 cztery | 8 pięć      | 4 jeden     | 8 pięć     | 7 cztery   | 13  |
| Ś                    | 6  | Julian Bissette   | 5 dwa    | 6 trzy      | 8 pięć      | 6 trzy     | 5 dwa      | 22  |
| P                    | 12 | Miloš Terzić      | 4 jeden  | 5 dwa       | 7 cztery    | 11 zmiana2 | 12 zmiana3 | 4   |
| A                    | 13 | Niels Klapwijk    | 6 trzy   | 7 cztery    | 9 sześć     | 7 cztery   | 6 trzy     | 20  |
| Ś                    | 14 | Krasimir Georgiew | 8 pięć   | 9 sześć     |             | 16 zmiana7 | 8 pięć     | 8   |
| L                    | 10 | Arnel Cabrera     | L        | L           | L           | L          | L          |     |
| Zmiany               |    |                   |          |             |             |            |            |     |
| P                    | 2  | Kristo Kollo      |          | 21 zmiana12 | 21 zmiana12 | 5 dwa      | 4 jeden    | 9   |
| Ś                    | 4  | Vasile Talpă      |          |             | 16 zmiana7  | 4 pusty    | 4 pusty    |     |
| Ś                    | 7  | Vlad Cuciureanu   |          | 23 zmiana14 | 5 dwa       | 9 sześć    | 4 pusty    | 2   |
| R                    | 9  | José Carrasco     |          | 10 zmiana1  | 10 zmiana1  | 10 zmiana1 | 10 zmiana1 | 1   |
| Nie weszli na boisko |    |                   |          |             |             |            |            |     |
| P                    | 15 | Liviu Cristudor   |          |             |             | 4 pusty    | 4 pusty    |     |
| L                    | 18 | Florin Gheorghe   |          |             |             | 4 pusty    | 4 pusty    |     |
| Trener               |    |                   |          |             |             |            |            |     |
| Sergiu Stancu        |    |                   |          |             |             |            |            |     |

| Poz.                 | Nr | Zawodnik          | 1           | 2        | 3           | 4           | 5           | Pkt |
| -------------------- | -- | ----------------- | ----------- | -------- | ----------- | ----------- | ----------- | --- |
| Ś                    | 5  | Răzvan Mihalcea   | 5 dwa       | 8 pięć   | 8 pięć      | 5 dwa       | 5 dwa       | 6   |
| A                    | 6  | Milan Pepić       | 6 trzy      | 9 sześć  | 9 sześć     | 6 trzy      | 6 trzy      | 19  |
| P                    | 9  | Božidar Ćuk       | 7 cztery    | 4 jeden  | 4 jeden     | 7 cztery    | 7 cztery    | 17  |
| P                    | 10 | Raúl Muñoz        | 4 jeden     |          |             | 4 pusty     | 4 pusty     | 1   |
| R                    | 11 | Filip Despotowski | 9 sześć     | 6 trzy   | 6 trzy      | 9 sześć     | 9 sześć     | 2   |
| Ś                    | 12 | Maicon Leite      | 8 pięć      | 5 dwa    | 5 dwa       | 8 pięć      | 8 pięć      | 11  |
| L                    | 8  | Martin Iwanow     | L           | L        | L           | L           | L           |     |
| Zmiany               |    |                   |             |          |             |             |             |     |
| P                    | 1  | José Gomes        | 19 zmiana10 | 7 cztery | 7 cztery    | 4 jeden     | 4 jeden     | 12  |
| A                    | 15 | Alexandru Ionescu |             |          | 20 zmiana11 | 20 zmiana11 | 20 zmiana11 |     |
| P                    | 17 | Mihai Mărieș      |             |          | 10 zmiana1  | 4 pusty     | 10 zmiana1  |     |
| Nie weszli na boisko |    |                   |             |          |             |             |             |     |
| R                    | 4  | Ionuț Manda       |             |          |             | 4 pusty     | 4 pusty     |     |
| Ś                    | 14 | Codrin Mocanu     |             |          |             | 4 pusty     | 4 pusty     |     |
| Trener               |    |                   |             |          |             |             |             |     |
| Daniel Rădulescu     |    |                   |             |          |             |             |             |     |

## Statystyki meczowe
| GAL | STATYSTYKI        | DBU |
| 110 | MAŁE PUNKTY       | 106 |
| 63  | ATAK              | 52  |
| 2   | BLOK              | 2   |
| 14  | SERWIS            | 14  |
| 31  | BŁĘDY PRZECIWNIKA | 38  |

## Wyjściowe ustawienie drużyn
| Terzić Bissette Klapwijk Bala Georgiew Hernán Cabrera Muñoz Mihalcea Pepić Ćuk Leite Despotowski Iwanow |